# شهر باکن
شهر باکن (به لاتین: Baqên Town) یک شهرک در جمهوری خلق چین است که در Baqên County واقع شده‌است. شهر باکن ۳۹۲ نفر جمعیت دارد.